# Torsås kyrka

Torsås kyrka är en kyrkobyggnad i Torsås i Växjö stift. Den är församlingskyrka i Torsås församling.

## Kyrkobyggnaden

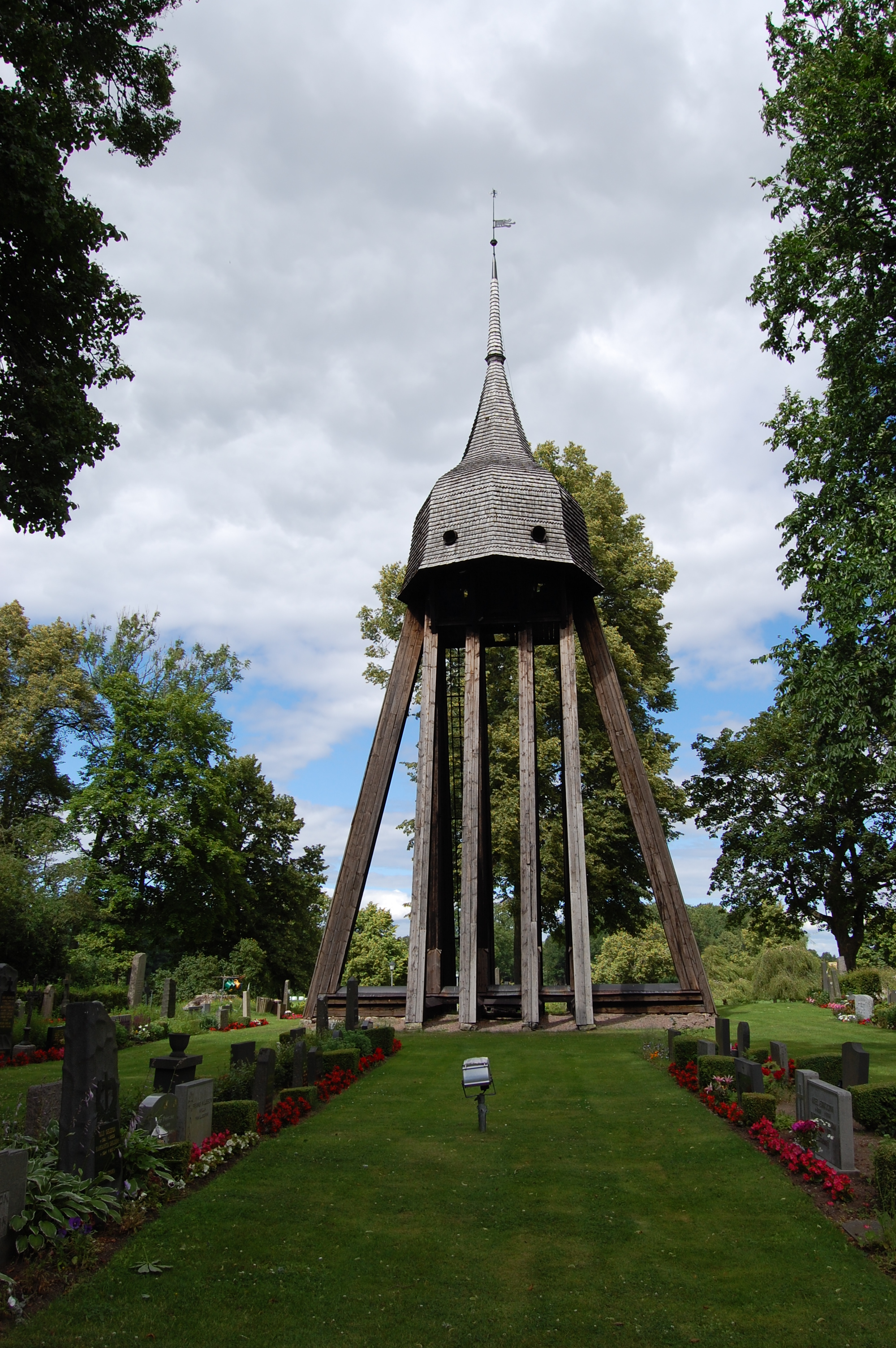
Klockstapeln

Den första kyrkan i Torsås kan ha varit en stavkyrka  uppförd på 1100-talet. Denna ersattes på 1200-talet av en stenkyrka. Det är sannolikt att kyrkan eldhärjats under 1400‑talet, och byggts upp ånyo med tunnare väggar och utan absid. Den nuvarande kyrkobyggnad av sten uppfördes 1777–1780 då medeltidskyrkans murar i sydvästra delen återanvändes. Den 30 juli 1780 invigdes kyrkan av Kalmar stifts biskop Karl Gustav Schröder. 
Kyrkan består av rektangulärt långhus med rakt avslutat kor i öster. Vid nordöstra sidan ligger sakristian. Kyrkan har en ingång vid västra kortsidan och två ingångar vid södra långsidan. Sakristian har en separat ingång. Taken var tidigare belagda med spån, men är numera belagda med tegel. Nuvarande sakristia vid nordöstra sidan byggdes 1897 och ersatte en sakristia som låg mitt på sydsidan. Reparationer på kyrkan beslutades vid extra kyrkostämma i mars 1896 där nya fönsterbågar av järn, 90 cm djupare än de förra, ny sakristias förläggning på norra sidan försedd med vedkällare och brandfritt arkivrum, nya höga dörrar och balongdörrar inne vid södra sidan, kyrkans putsning och målning på in- och utsida, beslöts. Ritning och kostnadsförslag uppgjordes av kyrkobyggmästare Carl Petersson i Eksjö. Samtidigt flyttades även predikstolen från den södra sidan till den norra. Altartavlan bakom krucifixet hade tidigare ett blått fält med grekisk omfattning. Det blå fältet påmålades med ett motiv på Jerusalem sett från Golgata belyst av strålarna från den slocknande nedåtgående solen. Kyrkans tak målades i ljusgul ton med indelade fält i mörka ramar, väggar kalkade och indelade i kvaderstenar imiterande ljusröd sandsten. Per Bondeson från Torsås Bidalite utförde målningen på tak och väggar. Målning på predikstol, altartavla, orgel, läktare är utfört av målarmästare E. Wetterberg från Gökalund. Han rengjorde predikstolen som var målad i blått och vitt och gav varje detalj sin egen särprägel. Kyrkbänkar och dörrar målade i ljusgul ton. En ny altarring och större dopfunt var beställda 1897. Vid en renovering 1956-1957 byggdes sakristian ut. . 
Eftersom kyrkan saknar torn har kyrkklockorna sin plats i en fristående  klockstapel. 
Interiören som är av   salkyrkotyp har genomgått flera förändringar vid  ett antal renoveringar. 	1914-15 tillkom triumfbågen som avgränsar  koret från långhuset. 

## Inventarier
- I koret finns ett triumfkrucifix utfört i Tyskland under 1400-talet.

- Altarskåpet är tillverkat  i Lübeck 1465 av konstnären Johannes Stenrat. Kristus framställs i skåpets mitt som smärtoman  flankerad av två kvinnliga helgon, troligtvis Sankta Barbara   och Sankta Dorotea.Den  vänstra skåpsdörren avbildar  Sankta Gertrud  och Sankt Antonius. Sankt Olof och Sankta Birgitta har sin plats på den högra dörren. [6]

- Krucifix med förgylld Kristusbild. Krucifixet har ingått i en tidigare altaruppställning med en altartavla utgörande ett Jerusalemsmotiv (se under "kyrkobyggnaden" ovan) utförd 1804 av Anders Friske.

- Altarringen förnyades  vid restaureringen 1957.

- Dopfunt i nygotisk stil.

- Predikstolen tillverkades 1681. Enligt traditionen är den gjord av en bonde i Torsås som det tog 12 år att förfärdiga. En annan ståndpunkt är att predikstolen kommer från Tyskland.

- Tavla målad 1914 av A.Stenbäck med motiv: "Kristi uppståndelse". Tavlan som är en kopia av Carl Blochs målning i Vor Frues kyrka i Köpenhamn, var tidigare altartavla 1914-1957.

- Glasmålning från 1902 med Kristusmotiv.

- Sluten bänkinredning.

- Orgelläktare från kyrkans byggnadstid med utsvängt mittstycke dekorerat med förgyllda musikinstrument.

## Bildgalleri

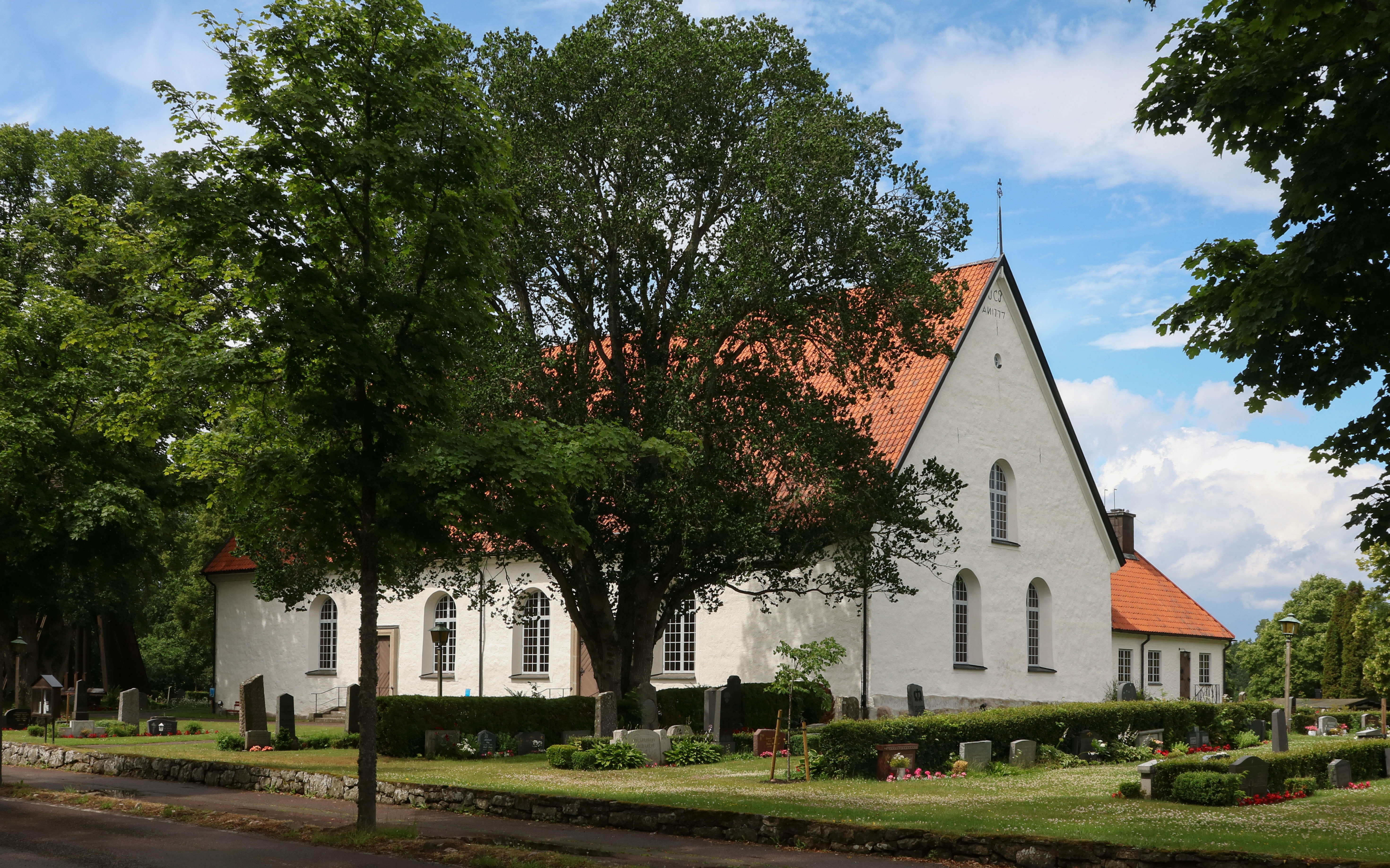
Exteriör från sydöst
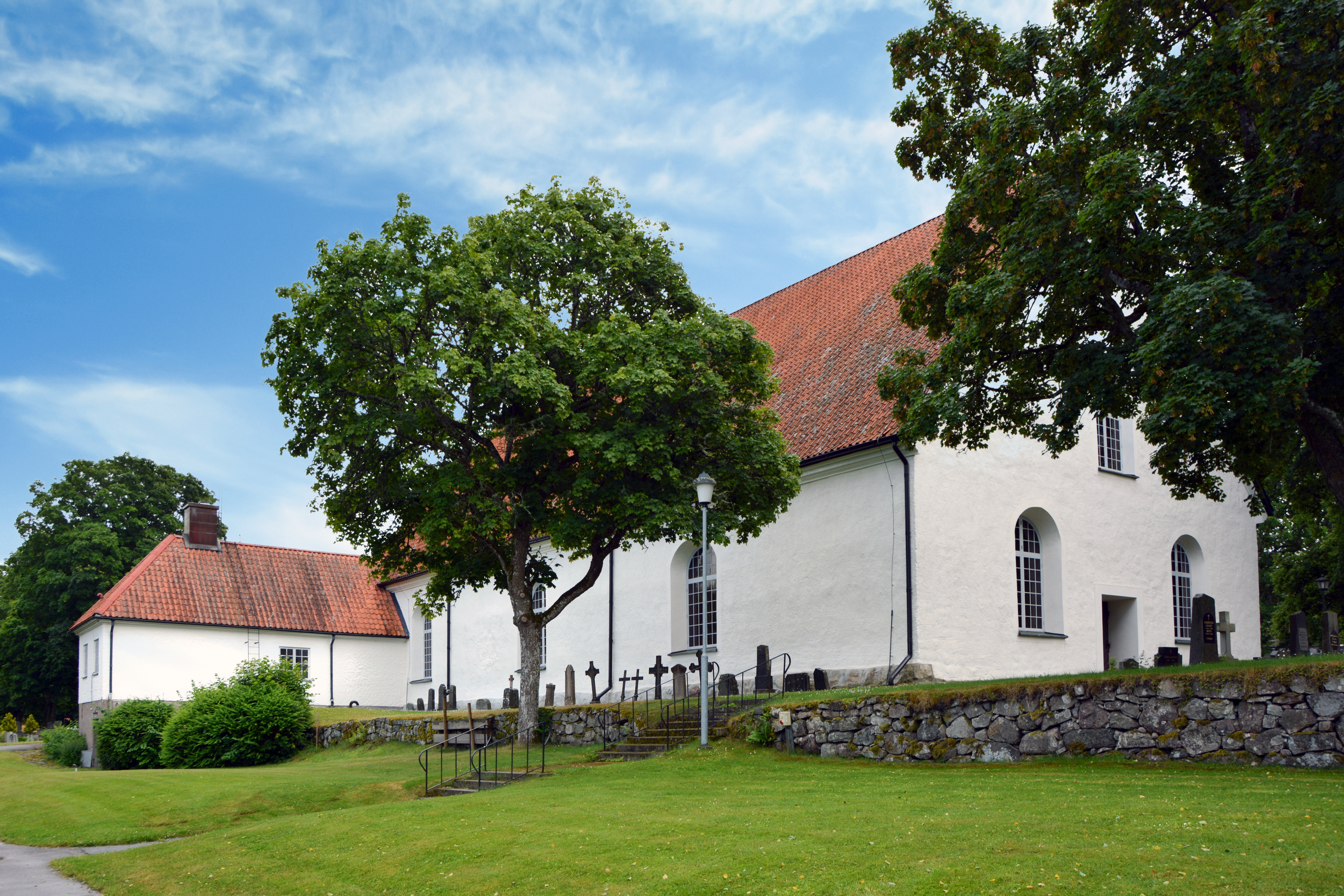
Exterior från nordväst
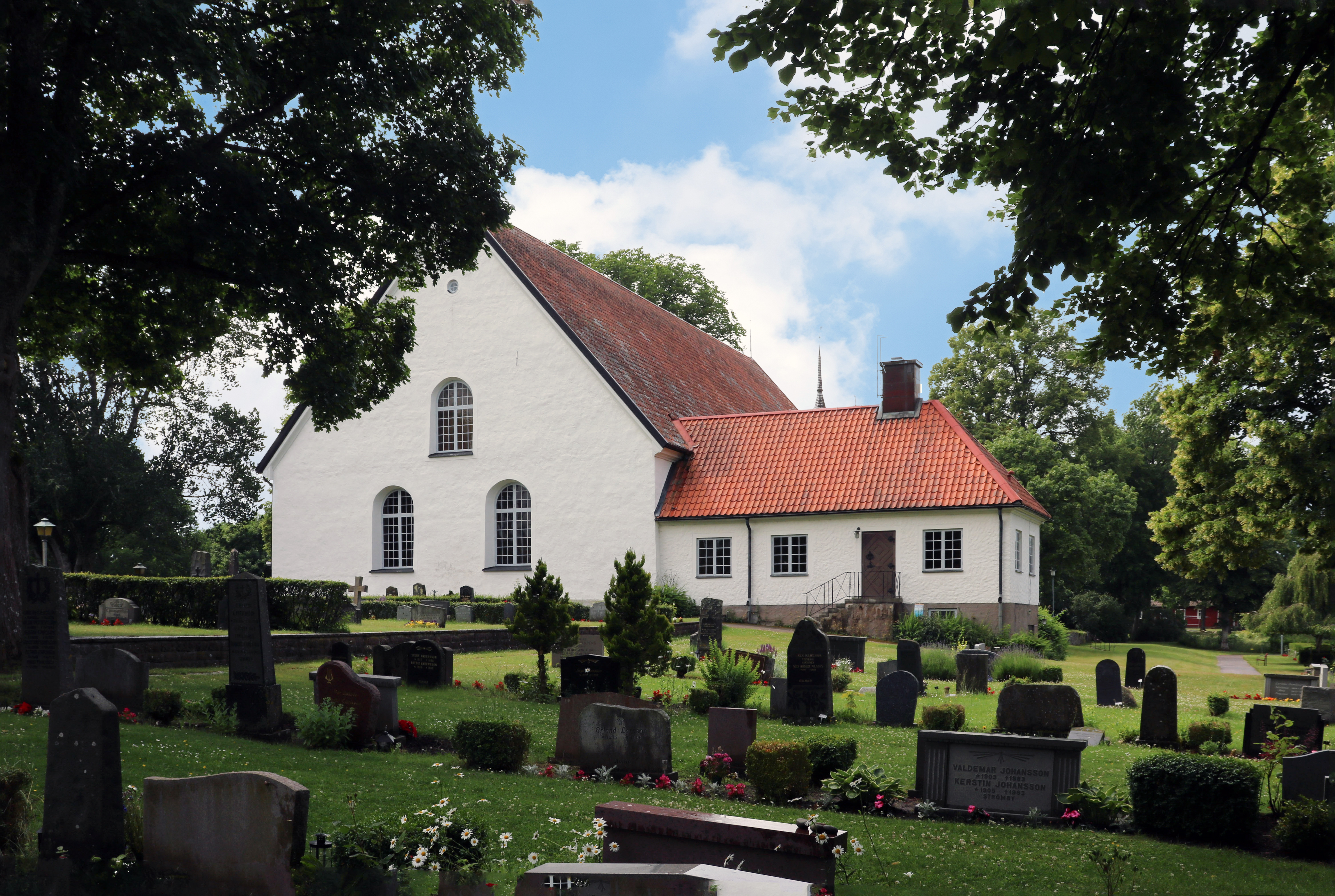
Kyrkobyggnaden med sakristian
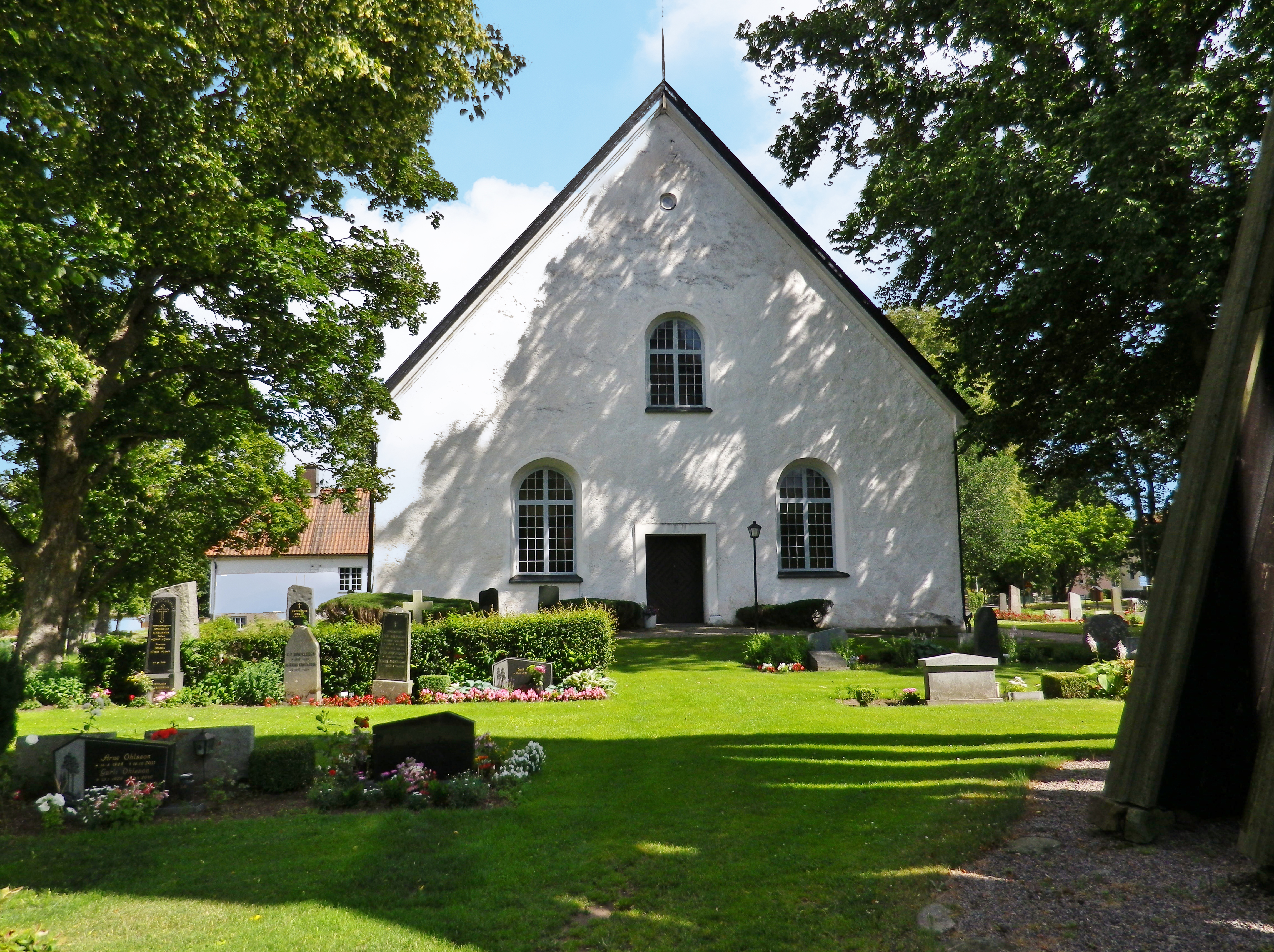
Kyrkan från väster med huvudingången
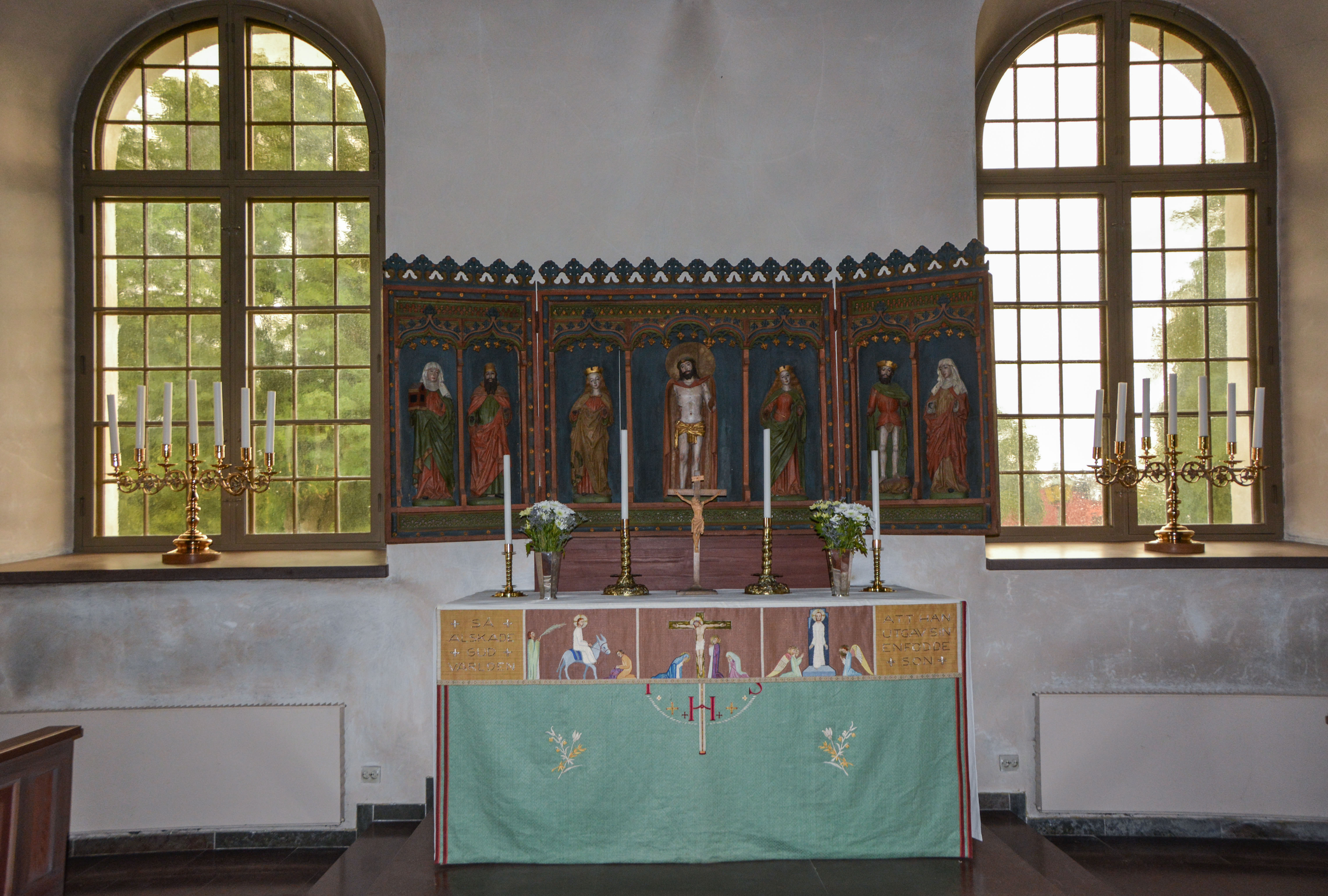
Koret med altaret och altarskåpet
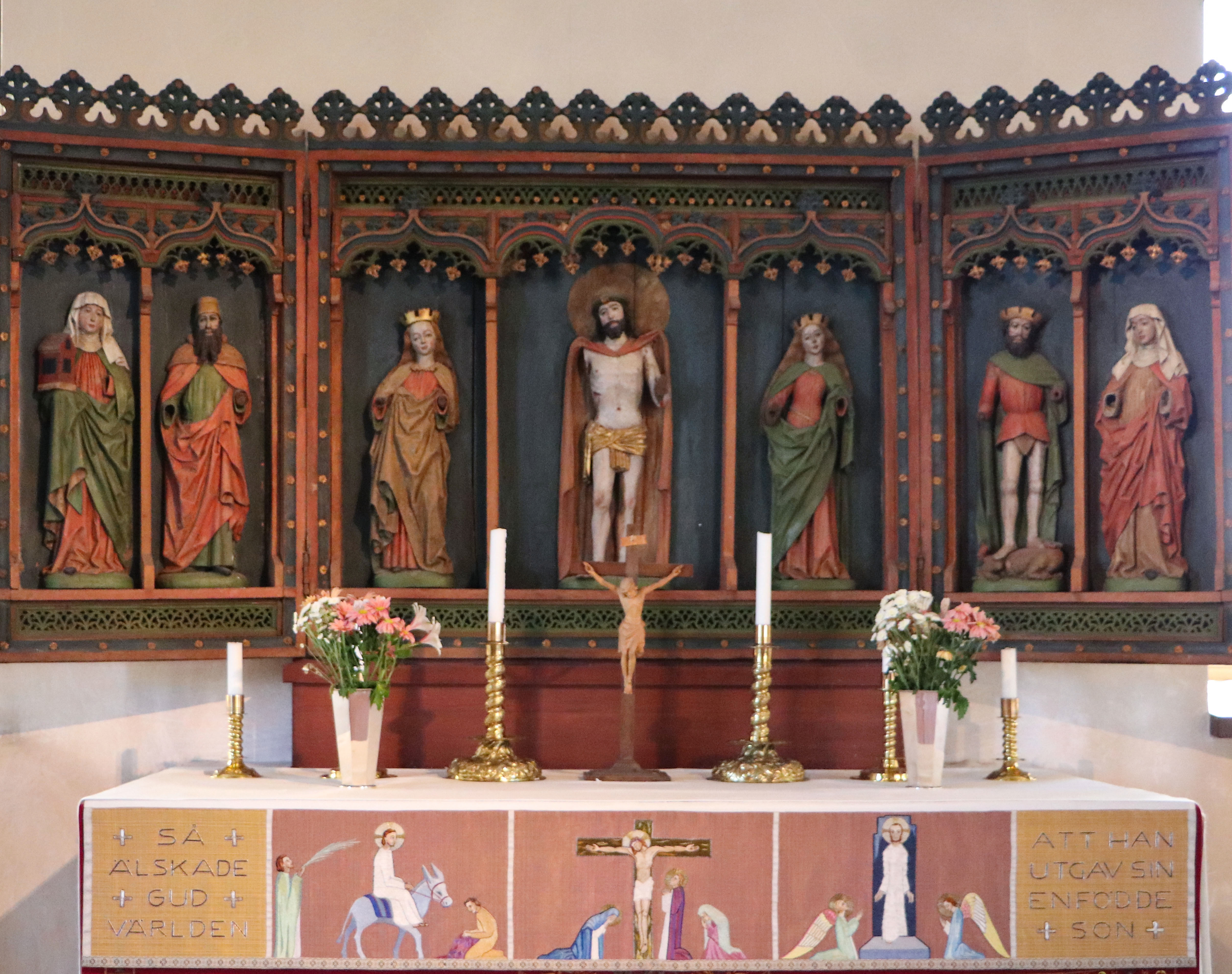
Altarskåpet av J Stenrat 1465
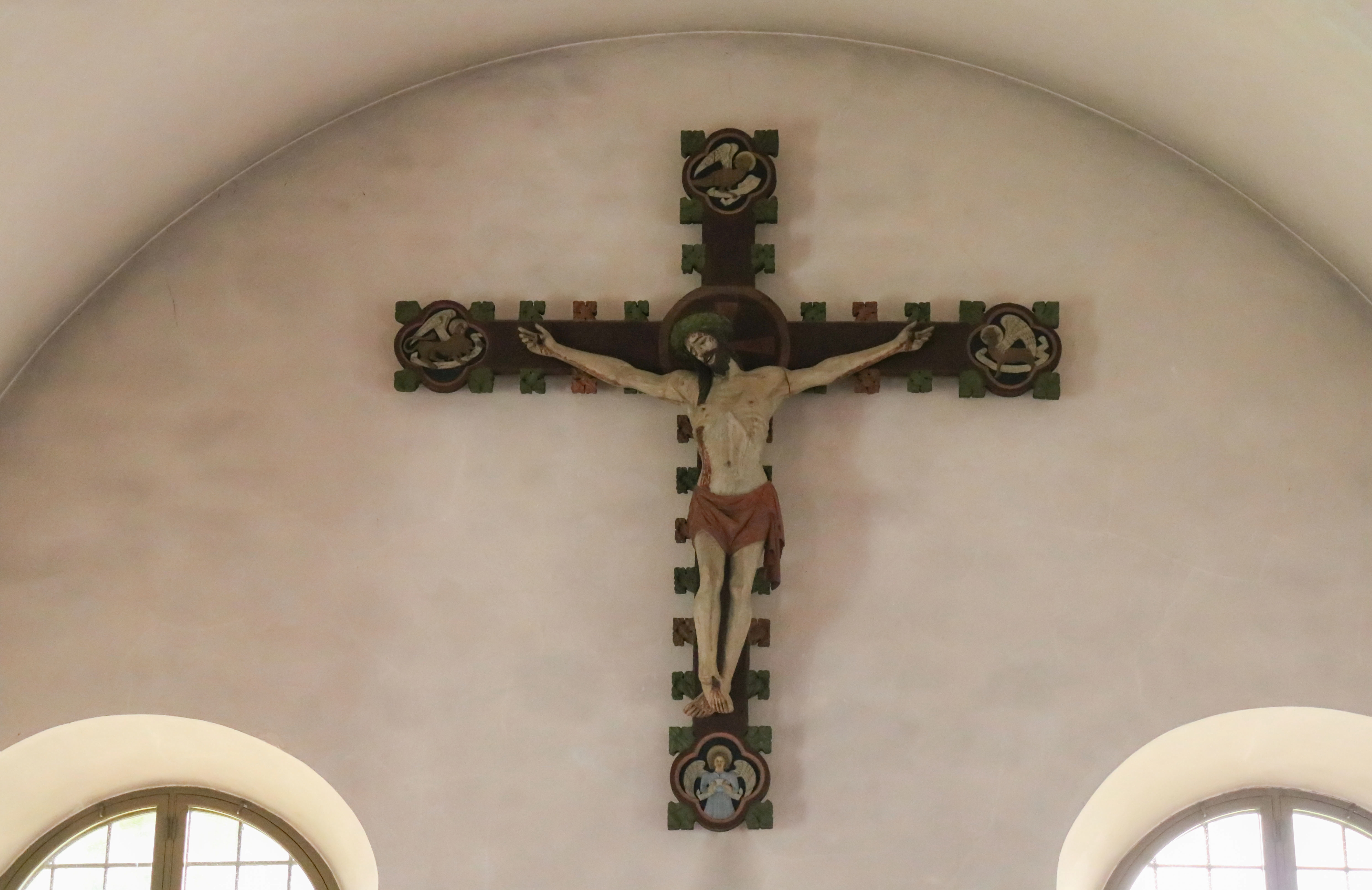
Triumfkrucifix från 1400-talet
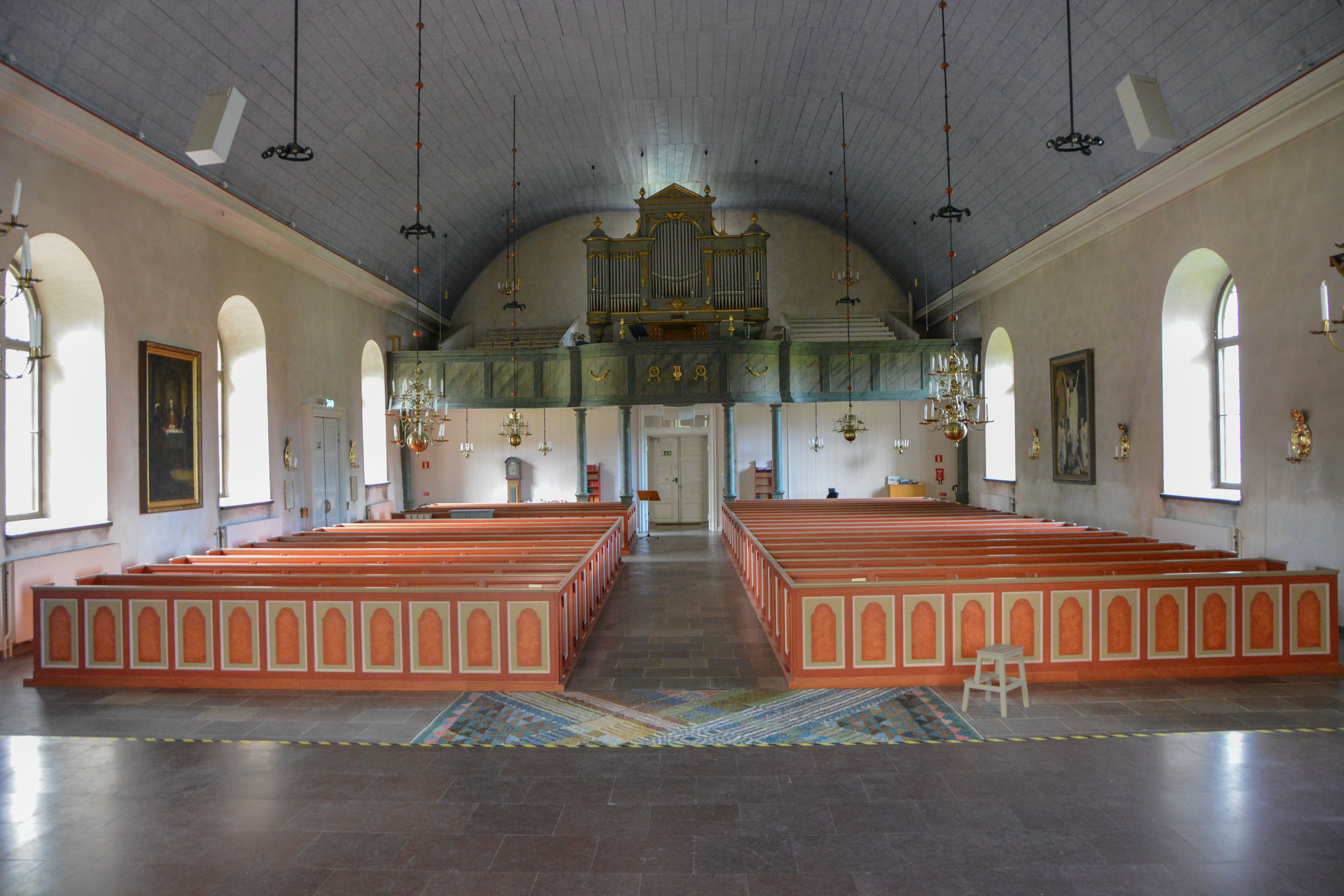
Kyrkorummet mot väster
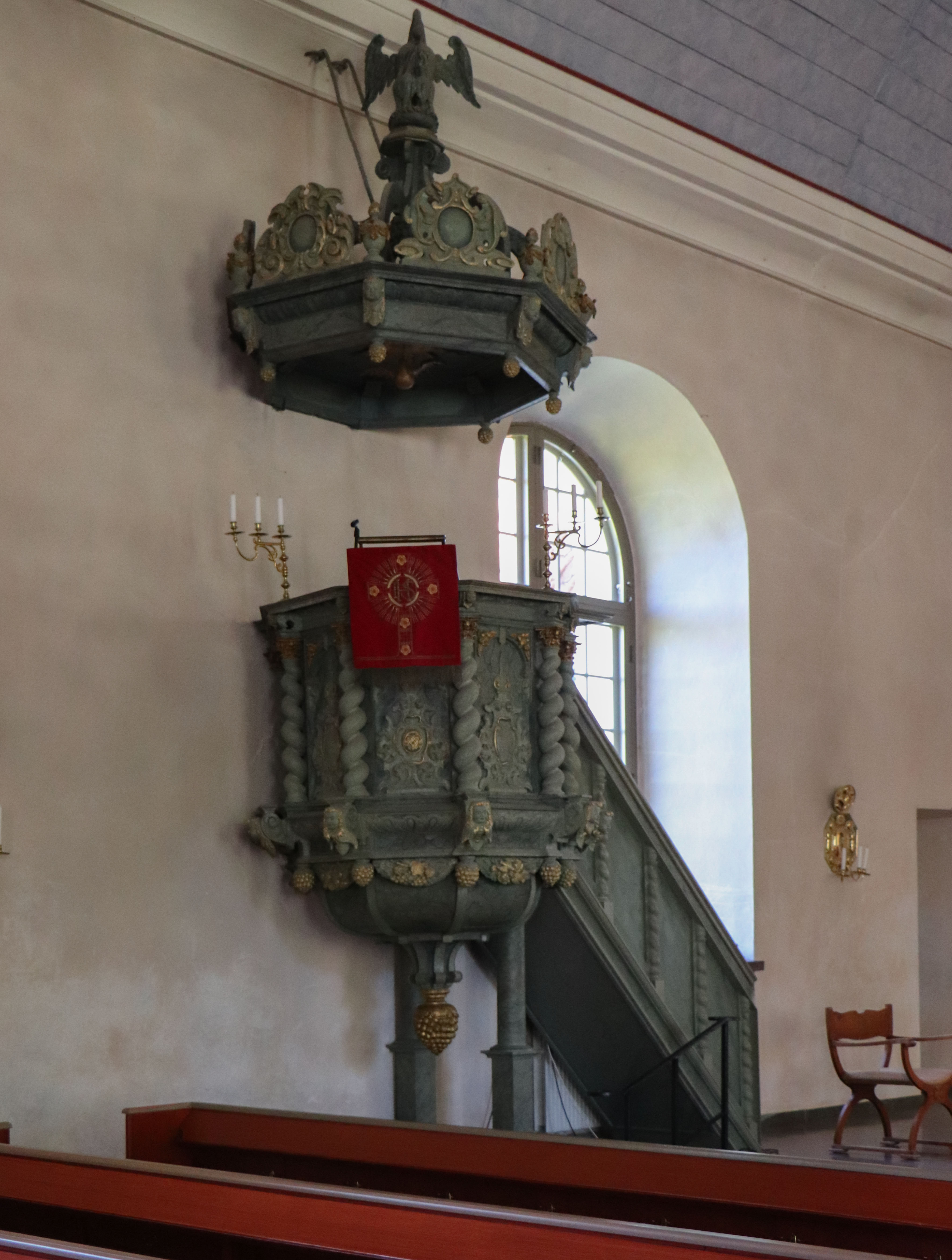
Predikstol från 1600-talet
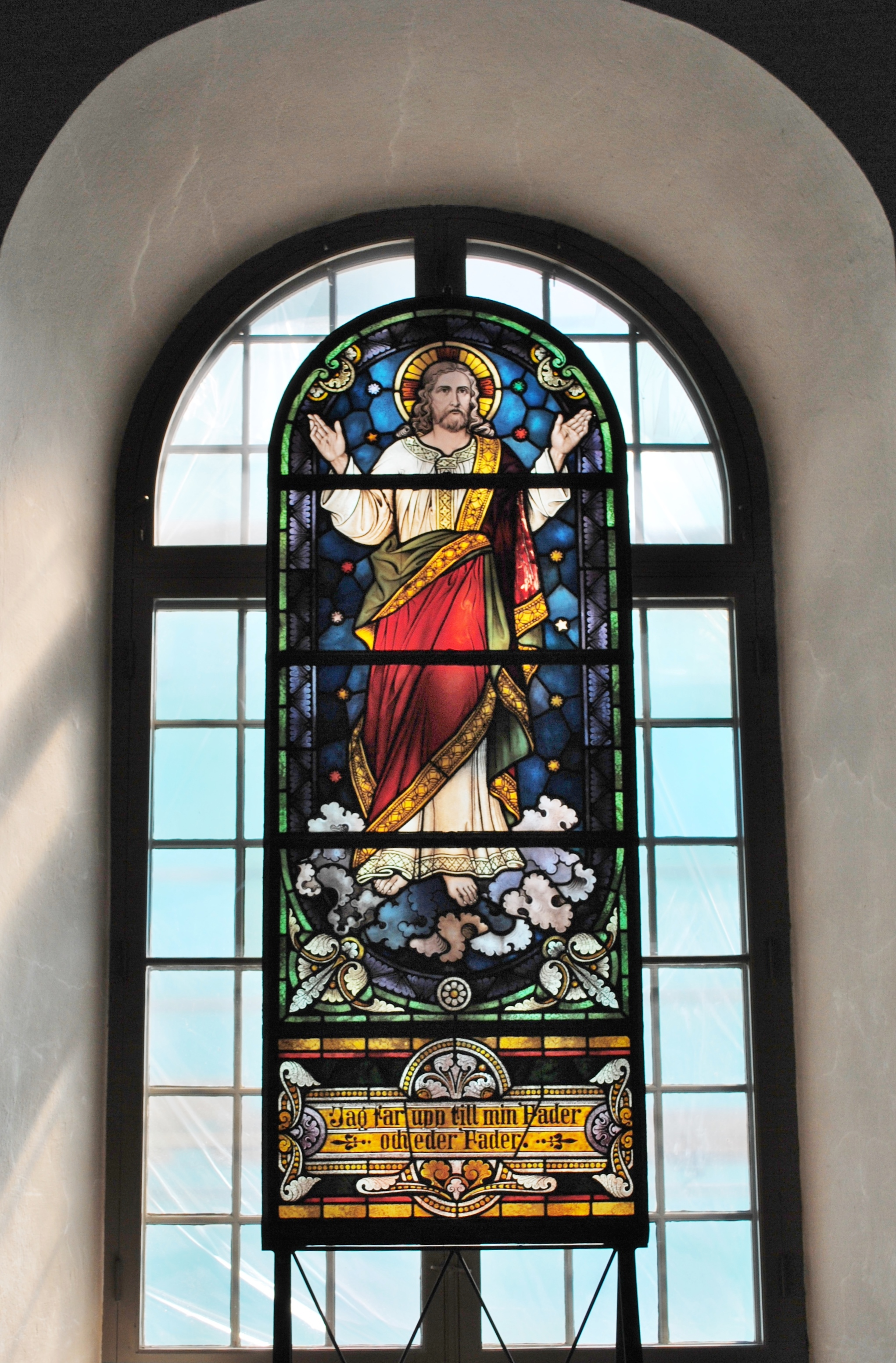
Glasmålning  utförd 1902
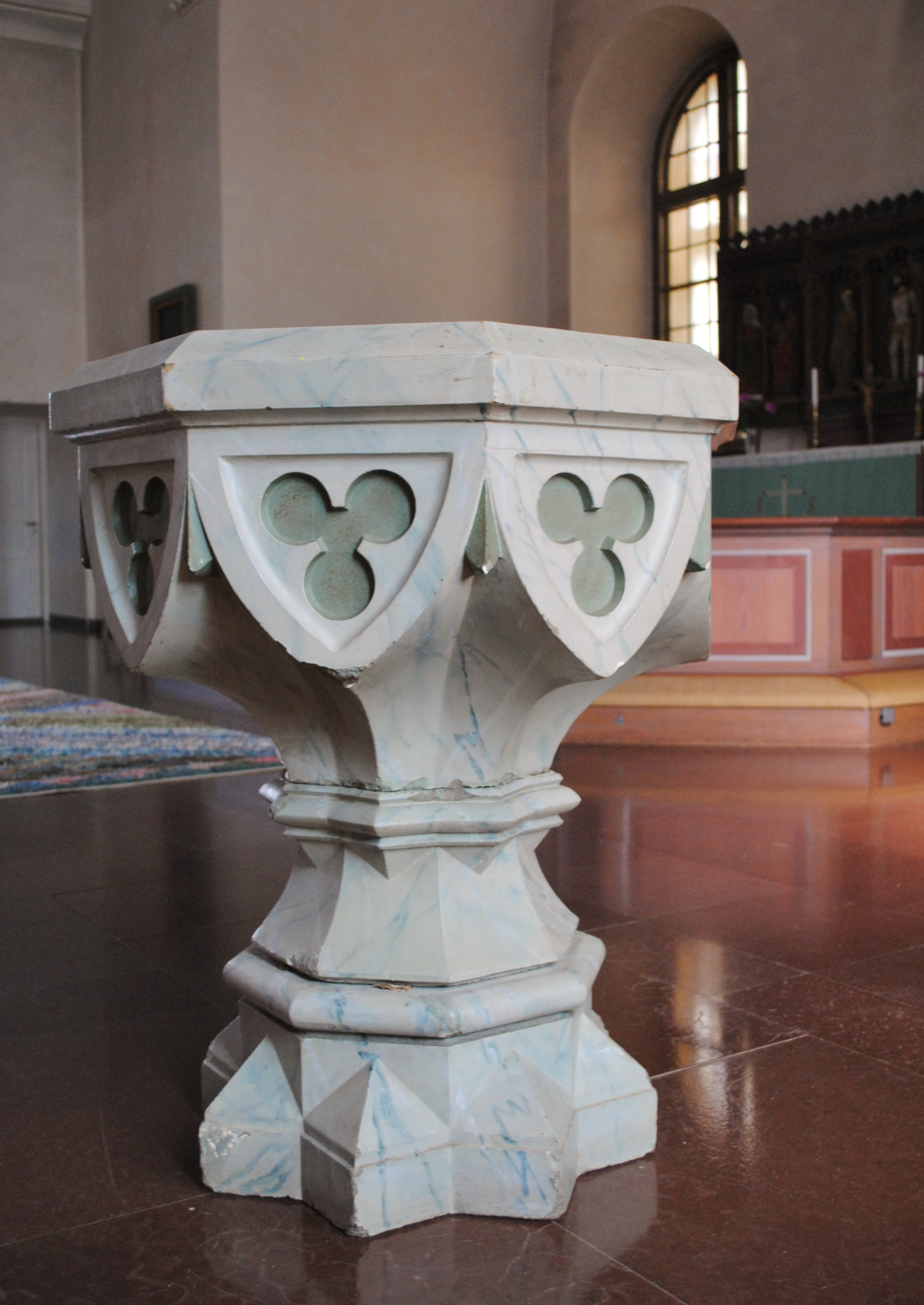
Dopfunten
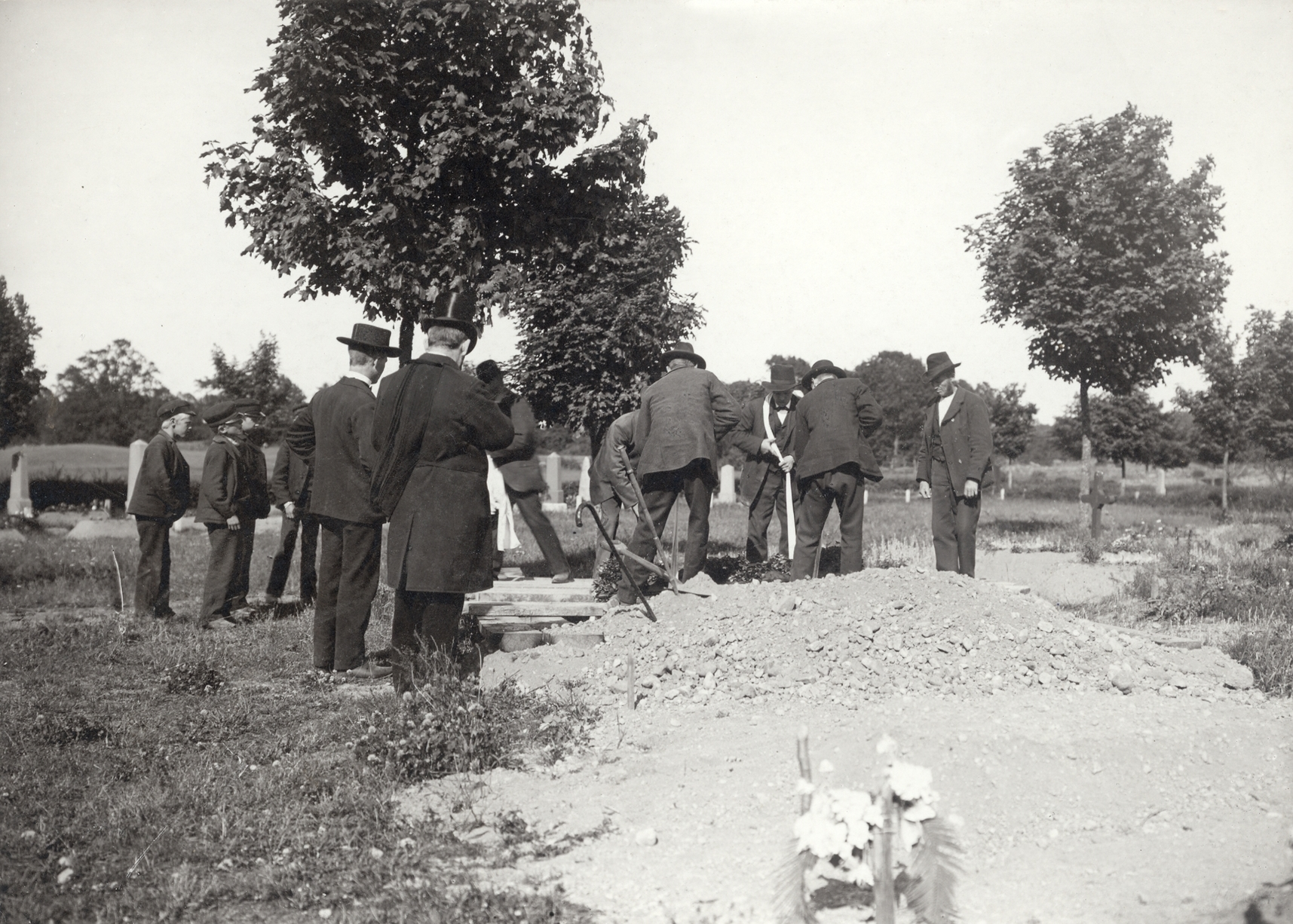
Begravning på Torsås kyrkogård, 1904

## Orgel

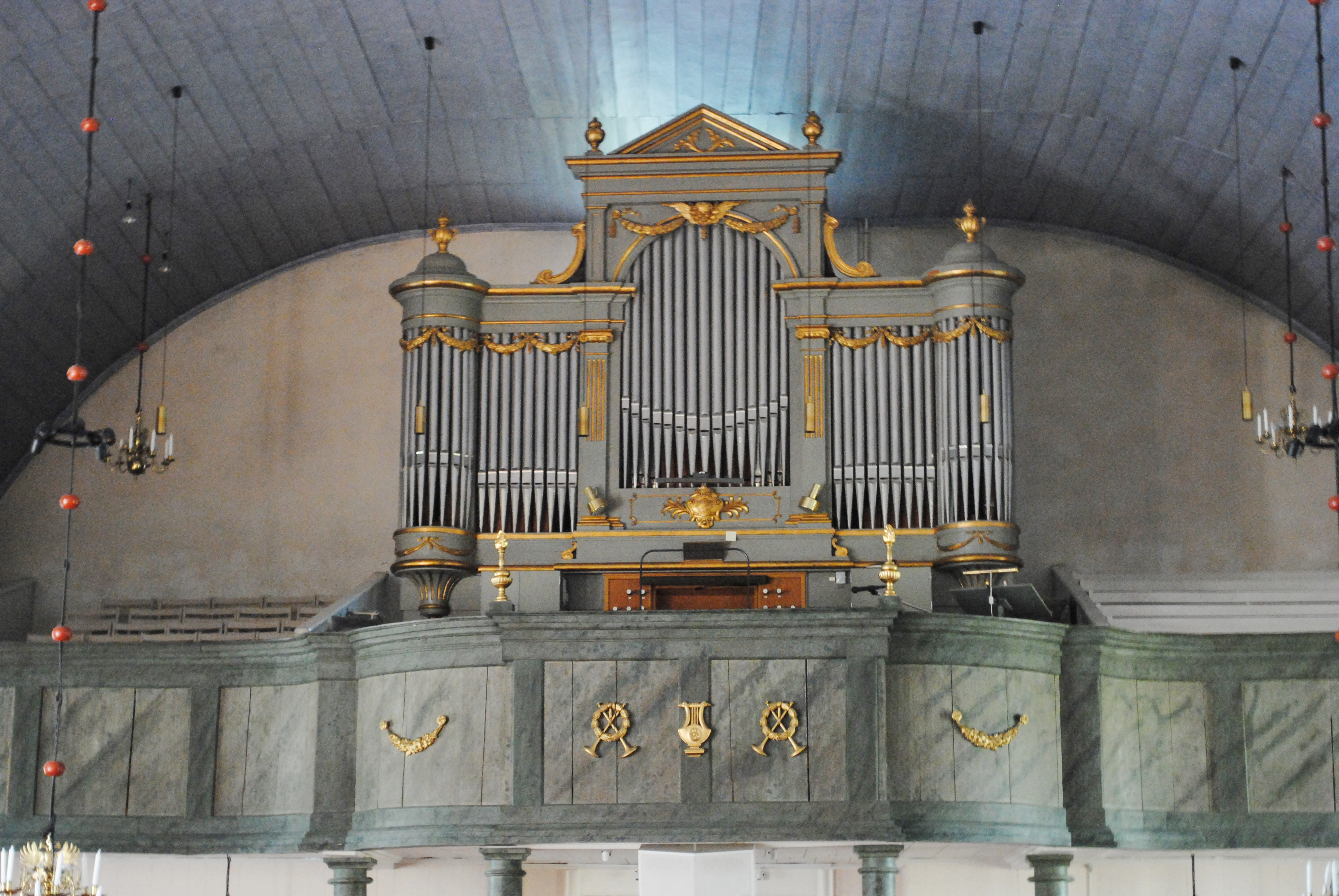
Orgeln med A. Lundahls fasad

- 1660 byggde Magnus Åhrman en orgel. Den var omkring 1773 förlorad.[7]
- 1812 installerades en orgel byggd av Pehr Schiörlin med 12 stämmor.
- 1896-97 byggde Anders Victor Lundahl, Stockholm, en orgel med 16 stämmor med fasad för 7 000 kr.. Kontraktet uppgjorde kyrkorådet med Lundahl i mars 1896 och ritningar för fasaden skickades till Intendentur-ämbetet för godkännande.[8]
- 1929 byggdes ett nytt orgelverk av Olof Hammarberg, Göteborg med 18 stämmor.
- 1946 byggdes orgeln om av Lindegren Orgelbyggeri AB.
- 1957 byggdes en helt ny orgel av Fredrikborgs Orgelbyggeri, Danmark. [9] Orgeln är mekanisk.

1897 års orgelfasad har under alla nybyggnader och ombyggnader av läktarorgeln behållits.
| Huvudverk I   | Svällverk II      | Pedal        | Koppel |
| Principal 8’  | Rörflöjt 8’       | Subbas 16’   | I/P    |
| Gedackt 8’    | Fugara 8’         | Principal 8’ | II/P   |
| Oktava 4’     | Principal 4’      | Gedackt 8'   | II/I   |
| Blockflöjt 4’ | Nachthorn 4’      | Oktava 4'    |        |
| Kvinta 2 2⁄3’ | Waldflöjt 2'      | Mixtur 3 ch  |        |
| Oktava 2’     | Nasat 1 1⁄3'      | Fagott 16'   |        |
| Mixtur 5 ch   | Sifflöjt 1'       |              |        |
| Dulcian 16'   | Sesquialtera 2 ch |              |        |
| Trumpet 8'    | Scharf 4 ch       |              |        |
| Tremulant     | Krumhorn 8'       |              |        |
|               | Crescendosvällare |              |        |